# Hyperiidea
Sous-ordre
Les Hyperiidea sont un sous-ordre de crustacés de l'ordre des amphipodes.

## Liste des familles
Selon World Register of Marine Species (23 décembre 2018) :
- famille Amphithyridae Zeidler, 2016
- famille Anapronoidae Bowman & Gruner, 1973
- famille Archaeoscinidae K. H. Barnard, 1930
- famille Bougisidae Zeidler, 2004
- famille Brachyscelidae Stephensen, 1923
- famille Chuneolidae Woltereck, 1909
- famille Cyllopodidae Bovallius, 1887
- famille Cystisomatidae Willemöes-Suhm, 1875
- famille Dairellidae Bovallius, 1887
- famille Eupronoidae Zeidler, 2016
- famille Hyperiidae Dana, 1852
- famille Iulopididae Zeidler, 2004
- famille Lanceolidae Bovallius, 1887
- famille Lestrigonidae Zeidler, 2004
- famille Lycaeidae Claus, 1879
- famille Lycaeopsidae Chevreux, 1913
- famille Megalanceolidae Zeidler, 2009
- famille Metalanceolidae Zeidler, 2009
- famille Microphasmidae Stephensen & Pirlot, 1931
- famille Microscinidae Zeidler, 2012
- famille Mimonecteolidae Zeidler, 2009
- famille Mimonectidae Bovallius, 1885
- famille Mimoscinidae Zeidler, 2012
- famille Oxycephalidae Dana, 1852
- famille Paraphronimidae Bovallius, 1887
- famille Parascelidae Bovallius, 1887
- famille Phronimidae Rafinesque, 1815
- famille Phrosinidae Dana, 1852
- famille Platyscelidae Spence Bate, 1862
- famille Prolanceolidae Zeidler, 2009
- famille Pronoidae Dana, 1852
- famille Scinidae Stebbing, 1888
- famille Thamneidae Zeidler, 2016
- famille Tryphanidae Boeck, 1871
- famille Vibiliidae Dana, 1852